# Fredrik Hansen
Fredrik Hansen, né le 13 juin 1979 à Drammen, est un religieux sulpicien et évêque catholique norvégien, évêque d'Oslo depuis le 16 juillet 2025.

## Biographie
Fredrik Hansen, né dans une famille luthérienne appartenant à l'Église de Norvège, est reçu dans l'Église catholique à l'âge de 20 ans. Après des études à l'université d'Oslo et au séminaire d'Allen Hall (en) à Londres, il est ordonné prêtre le 21 avril 2007 par l'évêque d'Oslo Bernt Ivar Eidsvig.
Il exerce ensuite les fonctions de vicaire à Lillehammer, et de secrétaire de l'évêque. Entre 2008 et 2013, il étudie le droit canonique à l'université pontificale grégorienne de Rome. Il exerce aussi dans cette ville les fonctions de vice-recteur du Collegio Teutonico di Santa Maria dell’Anima. Il étudie ensuite à l'académie pontificale ecclésiastique pour rejoindre le corps diplomatique du Saint-Siège, exerçant au Honduras, à Vienne comme membre de la délégation du Saint-Siège auprès des Nations Unies, de l'OSCE, de l'AIEA et de l'OTICE, puis à New-York comme membre de la délégation auprès de l'ONU. 
Nommé chapelain de Sa Sainteté par le pape François en 2017, il rejoint en 2022 la compagnie des prêtres de Saint-Sulpice, et exerce les fonctions de recteur du séminaire Sainte-Marie de Baltimore. Il est nommé évêque coadjuteur d'Oslo le 1er novembre 2024, recevant l'ordination épiscopale des mains du cardinal Pietro Parolin le 18 janvier 2025 en la cathédrale Saint-Olaf d'Oslo. Il succède à Bernt Ivar Eidsvig le 16 juillet 2025.